# سامسونگ ان‌ایکس۱۰
سامسونگ ان‌ایکس۱۰ (به انگلیسی: Samsung NX10) یک دوربین عکاسی ساخت شرکت سامسونگ است.